# Tozil
Tozilna grupa (Ts ili Tos) je . Ova grupa se obično izvodi iz jedinjenja 4-toluensulfonil hlorida, , koje formira estre i amide toluensulfonske ili tozilne kiseline. Para orijentacija (p-toluensulfonil) se najčešće sreće, i po konvenciji tozil se odnosi na p-toluensulfonilnu grupu.
Tozilat je anjon  p-toluenesulfonske kiseline . On se skraćeno obeležava sa TsO−. Tozilat mogu da budu i estri p-toluensulfonske kiseline.